# Strymon (thema)
Il Thema di Strymon (in greco θέμα Στρυμόνος?) è stata una provincia civile-militare (Thema) dell'Impero bizantino ubicata nell'odierna Macedonia greca, con capitale la città di Serres. Fondato probabilmente nella seconda metà del IX secolo, la sua storia amministrativa fu assai complessa, essendo più volte scisso oppure unito con i themata limitrofi.

## Ubicazione
Il thema comprendeva la regione tra i fiumi Strymon e Nestos, tra i monti Rodopi e il Mar Egeo. La regione era strategicamente importante, in quanto non solo il suo possesso consentiva il controllo delle uscite ai passi di montagna che dall'entroterra dei Balcani dominato dagli Slavi conducevano alle pianure costiere della Macedonia, ma era inoltre attraversata dalla Via Egnatia, che collegava la Tracia bizantina con Tessalonica, la seconda città più grande dell'Impero. La regione era popolata predominantemente da Slavi fin dalla fine del VII secolo, e mantenne una significativa popolazione slava almeno fino all'XI secolo. Le sue città principali erano Serres, Filippi, Christoupolis e Chrysopolis, mentre almeno inizialmente potrebbe aver compreso anche le città di Xanthi e Mosinopoli ad est dello Strymon.

## Storia
Nell'VIII secolo, Strymon era una kleisoura della Macedonia. La data esatta della sua istituzione come thema indipendente non è nota, ma probabilmente è da datare alla prima metà del IX secolo. Un brano in Teofane Confessore datato all'809 potrebbe implicare la sua esistenza già in quella data, ma il suo governatore non è incluso nella lista di cariche nota come il Taktikon Uspenskij, redatto intorno all'842. Lo strategos di Strymon viene attestato per la prima volta nello Klētorologion dell'899, anche se una serie di sigilli attestano l'esistenza sia di archontes che di strategoi di Strymon già intorno al secondo quarto del IX secolo. Per quanto sopra va ricordato che la Tabula Peutingeriana riporta nel percorso verso Filippi subito dopo Sarxa (Serres), la città di Strymon (Gazoros/Zichne) che ebbe probabilmente un ruolo nell'onomastica del thema. Tuttavia la centralità di Serres è riscontrata dal fatto che il vescovo di Serres fu elevato al rango di arcivescovo intorno alla metà dell'800, una possibile indicazione dello stabilimento della capitale tematica in quella città. Alcuni autori come il bizantinista francese Paul Lemerle sostiene la tesi dell'istituzione del thema verso la fine degli anni quaranta del IX secolo, nel corso delle campagne di Teoctisto contro gli Slavi, ma lo studioso Warren Treadgold, al contrario, ritiene che sia diventato un thema a pieno titolo solo intorno all'896, in modo da fronteggiare la minaccia costituita dal sovrano bulgaro Simeone I (r. 893–927).
Verso la fine del X secolo, il thema fu diviso in due parti: lo Strymon propriamente detto, anche noto come Chryseuba o Chrysaba (Greco: Χρυσεύβα/Χρυσάβα, secondo lo studioso greco Nikolaos Oikonomides una forma ellenizzata di "Krushevo", odierna Achladochori), e il thema di Nuovo Strymon (Greco: Νέος Στρυμών). Quest'ultimo è noto unicamente tramite il Taktikon dell'Escorial, redatto intorno al 975. Oikonomides lo identifica o con la porzione del vecchio thema ad est del Nestos, che fu successivamente elevato al rango di thema separato come Boleron (Greco: Βολερόν), o con una porzione settentrionale lungo il corso superiore dello Strymon, possibilmente acquisito in seguito alla conquista della Bulgaria ad opera di Giovanni I Zimisce (r. 969–976) nel 971. Verso la fine del X secolo, il thema di Strymon sembra essere stato unito con quello di Tessalonica e forse anche con quello di Drougoubiteia, mentre nell'XI secolo sembra unito con il thema di Boleron.
Il thema sopravvisse fino alla dissoluzione dell'Impero bizantino ad opera della Quarta crociata (1204), allorché divenne parte del Regno di Tessalonica governato dai Latini, che fu però di breve durata. Nel 1246, in seguito alla conquista della Macedonia ad opera del Imperatore di Nicea Giovanni III Vatatze (r. 1221–1254), il thema fu ricostituito come provincia separata. Nel corso del XIV secolo, tuttavia, sembra essere stato unito con altre province come i themata di Boleron e Tessalonica o il thema di "Serres e Strymon"(in effetti indicativo delle due principali città storiche Sarxa e Strymon). Fu permanentemente dissolto in seguito alla conquista della regione ad opera dell'Impero serbo negli anni quaranta del XIV secolo, durante una guerra civile bizantina.